# Plays the Music of Mary Lou Williams
Plays the Music of Mary Lou Williams — студийный альбом британо-американской джазовой пианистки Мэриэн Макпартлэнд, выпущенный в 1994 году лейблом Concord Jazz. Диск представляет собой дань памяти известной пианистки Мэри Лу Уильямс, которая была подругой и кумиром для Макпартлэнд.

## Отзывы
| Оценки критиков                            | Оценки критиков |
| Источник                                   | Оценка          |
| ------------------------------------------ | --------------- |
| AllMusic                                   | [ 3 ]           |
| The Encyclopedia of Popular Music          | [ 4 ]           |
| MusicHound Jazz: The Essential Album Guide | [ 5 ]           |
| The Penguin Guide to Jazz                  | [ 6 ]           |

В AllMusic дали альбому положительную оценку — четыре с половиной звезды, особенно выделив такие композиции как «What’s Your Story, Morning Glory?», «Walkin’ and Swingin’» и «My Blue Heaven».

## Список композиций
1. «Scratchin’ in the Gravel» (Мэри Лу Уильямс) — 4:31
2. «Lonely Moments» (Мэри Лу Уильямс) — 2:48
3. «What’s Your Story, Morning Glory?» (Джек Лоуренс, Пол Фрэнсис Уэбстер, Мэри Лу Уильямс) — 4:22
4. «Easy Blues» (Мэри Лу Уильямс) — 3:02
5. «Threnody (A Lament)» (Мэри Лу Уильямс) — 3:17
6. «It’s a Great Night for Swingin’» (Билли Тейлор) — 2:49
7. «In the Land of Oo Bla Dee» (Милт Орент, Мэри Лу Уильямс) — 4:05
8. «Dirge Blues» (Мэри Лу Уильямс) — 6:05
9. «Koolbonga» (Мэри Лу Уильямс) — 4:33
10. «Walkin’ and Swingin’» (Мэри Лу Уильямс) — 4:10
11. «Cloudy» (Мэри Лу Уильямс) — 5:40
12. «My Blue Heaven» (Уолтер Дональдсон, Ричард А. Уайтинг) — 4:19
13. «Mary’s Waltz» (Херби Николс, Мэри Лу Уильямс) — 5:04
14. «St. Martin De Porres» (Мэри Лу Уильямс) — 6:18

## Участники записи
- Мэриэн Макпартлэнд — фортепиано
- Фил Эдвардс — звукорежиссёр, запись, сведение
- Элизабет Белл — координатор производства
- Джордж Хорн — мастеринг
- Карл Джефферсон — продюсер

Все данные взяты из примечаний к альбому.